# Orange Cassidy
James Cipperly (4 de mayo de 1984), más conocido por su nombre de Orange Cassidy, es un luchador profesional estadounidense, actualmente firmado con All Elite Wrestling (AEW). SBNation lo describió como "el luchador más popular de AEW". 
Cassidy es 2 veces campeón mundial al haber sido dos veces Campeón Internacional de AEW.
Cassidy es quizás mejor conocido por su tiempo en Beyond Wrestling y Chikara. Durante su tiempo en el circuito independiente, fue miembro de la facción "The Gentleman's Club", junto a Chuck Taylor y Drew Gulak. Cassidy ganó su primer título de Independent Wrestling TV cuando derrotó a Tracy Williams el 31 de diciembre de 2018, antes de dejar el cinturón a Kris Statlander el siguiente mayo. Un mes después, Cassidy recuperó el campeonato en Beyond Wrestling: Secret Show. Su segundo reinado duró hasta septiembre, antes de perder el título ante Erick Stevens. Su tema de entrada es la canción Jane de la famosa banda roquera Starship.

## Primeros años
James Cipperly nació el 4 de mayo de 1984 en Stewartsville, New Jersey.

## Carrera profesional de lucha libre

### All Elite Wrestling (2019-presente)
Hizo su debut en AEW en agosto de 2019, alineándose con Best Friends, ayudándolos contra The Dark Order. En 2020 debutó oficialmente de forma individual en AEW Revolution, se enfrentó mano a mano contra Pac pero perdió. En el 2020 compitió en el Casino Ladder Match de Double or Nothing (2020), el cual ganó Brian Cage. En el capítulo del 10 de junio Cassidy comenzó un feudo contra Chris Jericho después de que él y Best Friends anotaran una victoria en contra de The Inner Circle en una lucha en parejas de seis hombres. Él fue derrotado por Jericho durante la segunda noche de AEW Fyter Fest. En el episodio del 12 de agosto en Dynamite obtuvo una revancha, consiguiendo una victoria. Luego, fue retado por Jericho a un Mimosa Mayhem match en All Out (2020), el cual Cassidy también ganaría.
Cassidy se convirtió con el tiempo en uno de los luchadores más populares de AEW. Tanto así, que se involucró en una rivalidad por el AEW World Championship, el cual estaba en manos de Kenny Omega. En el Dynamite del 12 de mayo del 2021, se dictaminó que tanto Orange como Pac retarían a Omega en una triple amenaza titular para Double Or Nothing. No obstante, Kenny derrotó a ambos en el PPV celebrado el 30 de mayo, gracias a las intervenciones del mánager Don Callis.

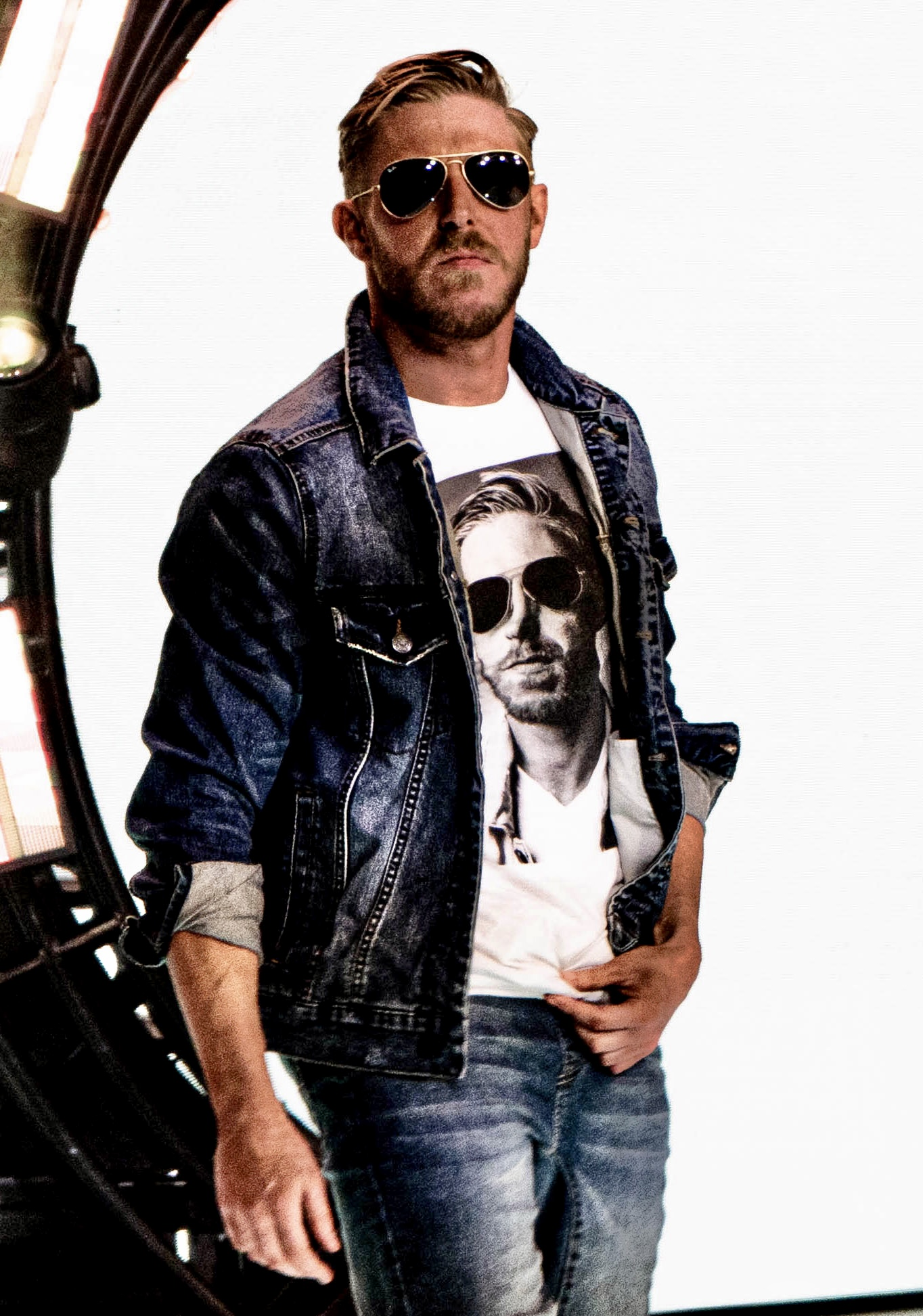
Cassidy en junio de 2022.

El 21 de septiembre de 2022 Cassidy retó a PAC por el Campeonato Todo Atlántico de AEW durante el episodio especial Dynamite: Grand Slam sin embargo no puedo ganar el campeonato debido a que PAC utilizó un martillo para dejar inconsciente a Cassidy. El 12 de octubre volvió a retar a PAC en el primer episodio de Dynamite en Canadá, dónde finalmente Cassidy logró derrotar a PAC obteniendo así el Campeonato Todo Atlántico de AEW así mismo su primer campeonato en AEW. El 8 de marzo de 2023, durante un episodios de Dynamite se anunció el combate entre el campeón Cassidy y Jeff Jarrett por el Campeonato Todo Atlántico de AEW para la siguiente semana, sin embargo, el nombre del campeonato sería cambiado en ese mismo programa renombrandose a el Campeonato Internacional de AEW.

## Estilo y personalidad de lucha profesional
Después de haber luchado durante más de una década y tomando su nombre de anillo actual alrededor de 2009, su truco se compara con el del personaje de Ryan Gosling en Drive: un holgazán distante y algo resacado que lleva su cinturón de título en una mochila, con gafas de sol y un desvaído chaqueta vaquera y jeans con una camiseta con la cara puesta.

## En lucha
- Movimientos finales
  - Air Raid Crash (Over the shoulder back-to-belly piledriver)
  - Orange Punch (Superman punch)
  - Lazy Splash (Diving Splash dejándose caer)
  - Mouse Trap (Underhook Reverse Somersault Cradle Pin)
- Movimientos de firma
  - Stun Dog Millionaire (Tilt-a-Whirl Stunner)
  - Hand-in-pocket Arm Drag
  - Hand-in-pocket Front Dropkick
  - Hand-in-pocket Suicide Dive
  - Diving Crossbody
  - Dragon Screw Leg Whip
  - Tornado DDT
  - Diving DDT
  - Canadian Destroyer
  - Devastating Kicks (Soccer Kicks seguidas de Low Superkick, suaves a modo de burla)
  - Step-Up Enzuigiri

## Campeonatos y logros
- All Elite Wrestling
  - AEW All Atlantic/International Championship[a] (2 veces – récord)[4]
  - Tag Team Casino Battle Royale (2023) – con Danhausen

- Alpha-1 Wrestling
  - A1 Zero Gravity Championship (1 vez)[5]

- DDT Pro-Wrestling
  - Ironman Heavymetalweight Championship (1 vez)

- Ground Breaking Wrestling
  - GBW Tag Team Championship (2 veces) – con Danny Rage[5]

- F1RST Wrestling
  - F1RST Wrestling Uptown VFW Championship (1 vez)[5]

- Independent Wrestling.TV
  - Independent Wrestling.TV Championship (2 veces)[6]

- Pro Wrestling Illustrated
  - Clasificado en el puesto n.º 439 en los PWI 500 de 2008[7]
  - Clasificado en el puesto n.º 224 en los PWI 500 de 2019[8]
  - Clasificado en el puesto n.º 84 en los PWI 500 de 2020[9]
  - Clasificado en el puesto n.º 21 en los PWI 500 de 2021[10]
  - Clasificado en el puesto n.º 114 en los PWI 500 de 2022[11]
  - Clasificado en el puesto n.º 8 en los PWI 500 de 2023[12]
  - Clasificado en el puesto n.º 24 en los PWI 500 de 2024[13]